# Tuen Mun
El distrito Tuen Mun (en chino: 屯門區, pinyin: Tún mén qū, literalmente: 屯 acantonar, 門 puerta, en inglés: Tuen Mun District) es uno de los 18 distritos de la ciudad de Hong Kong, República Popular China. Está ubicado en la parte noroeste de la isla de Hong Kong. Su área es de 84.5 kilómetros cuadrados y su población es de 487 000 (46% de 35 a 64 años).

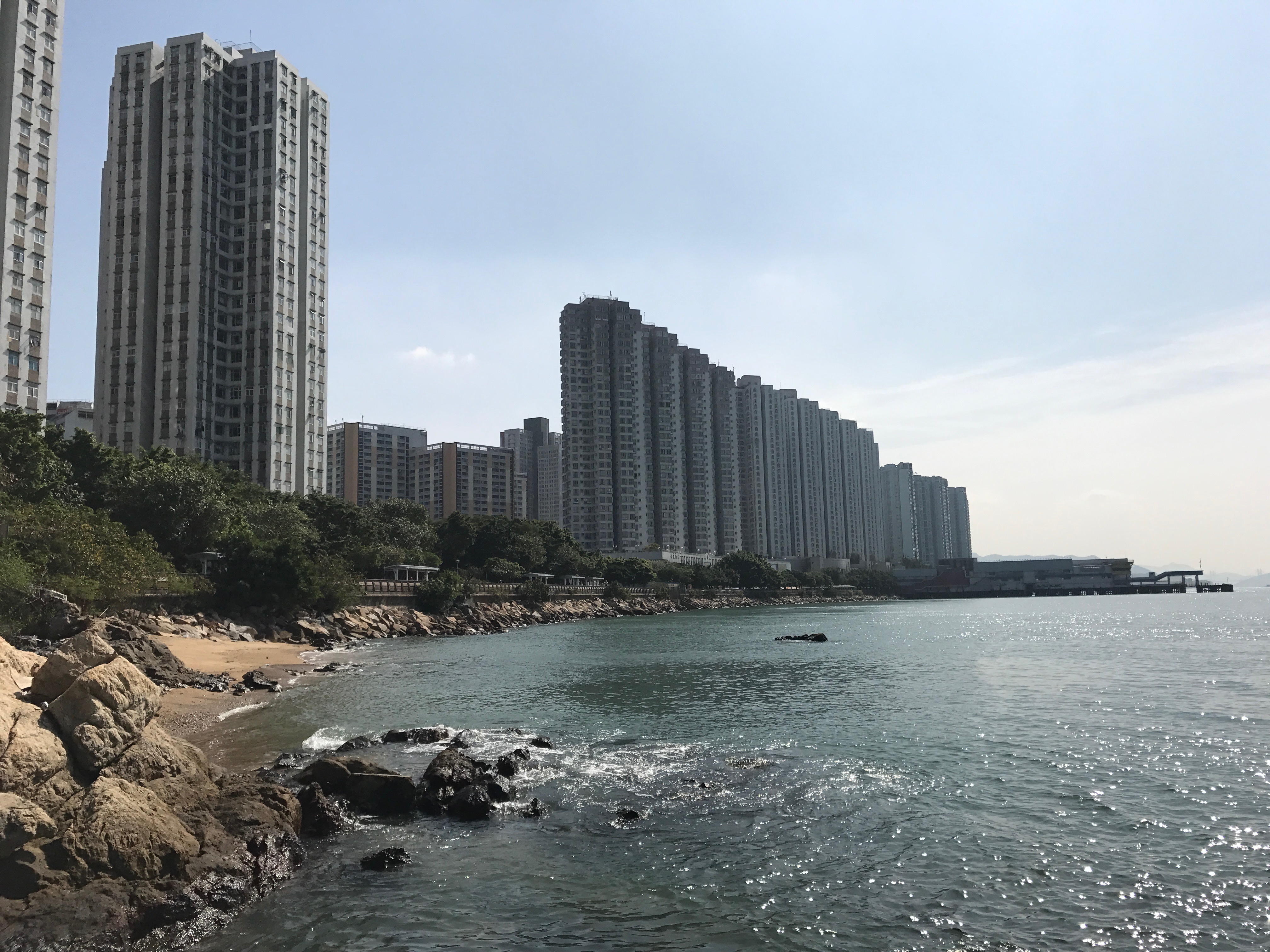
Tuen Mun

Este distrito fue construido el 1 de enero de 1973. Ubicado al este de la desembocadura del Río Perla y al sur de la Isla Lantau.
Los hallazgos arqueológicos sugieren que eran seres humanos vivían en la zona de Tuen Mun ya en 4000 aC, y durante la dinastía Han Occidental y Oriental dinastía Han (205 aC-200 dC), Tuen Mun ha desarrollado como una ciudad de comercio relacionado con la sal

## Galería

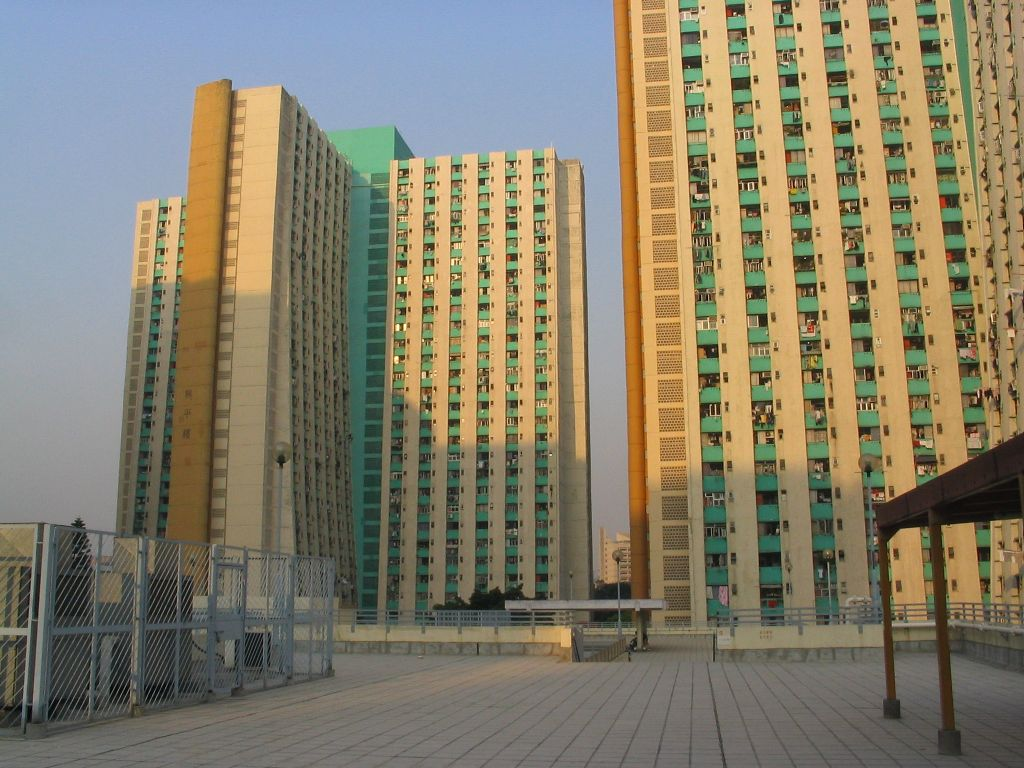
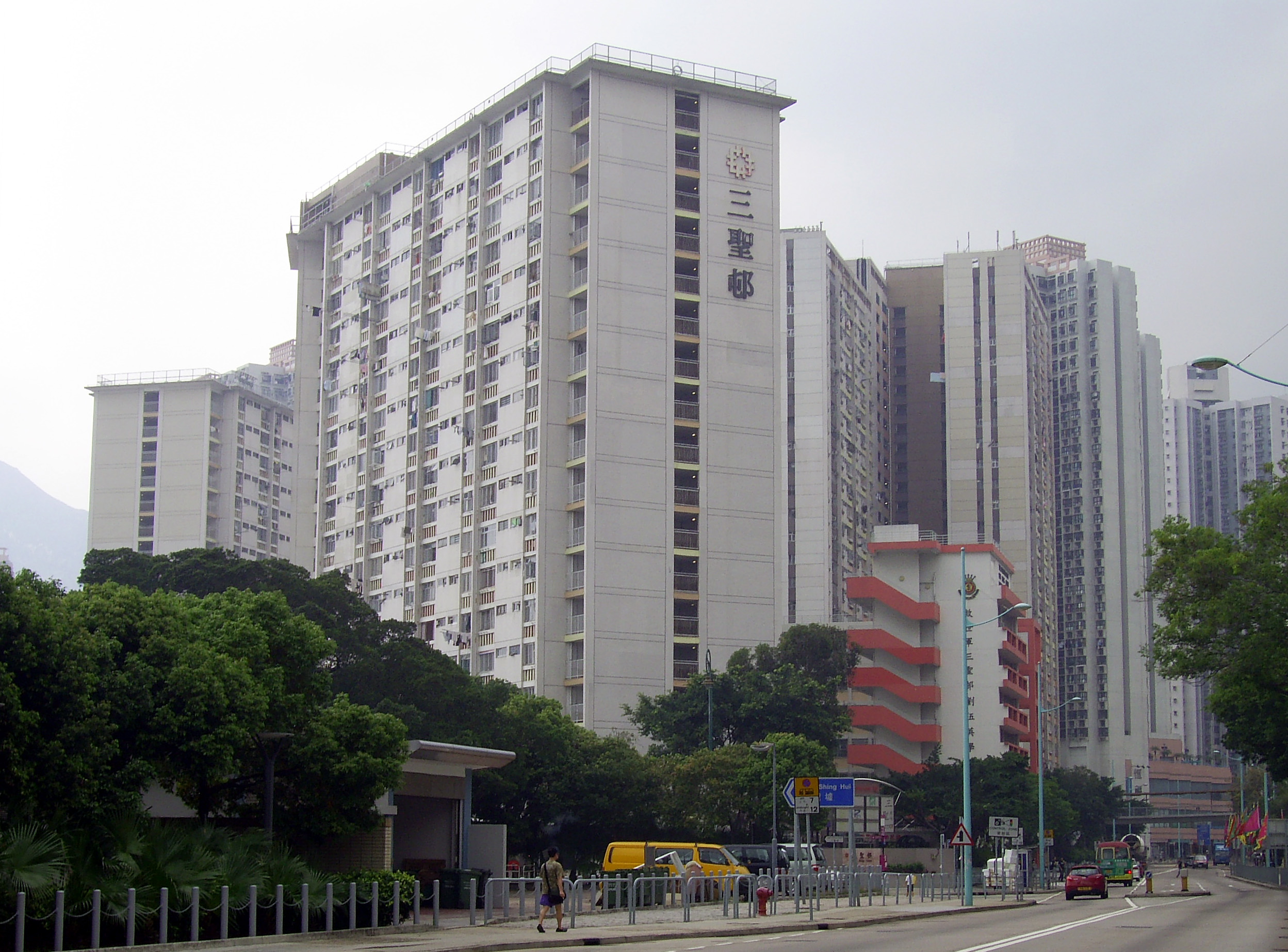
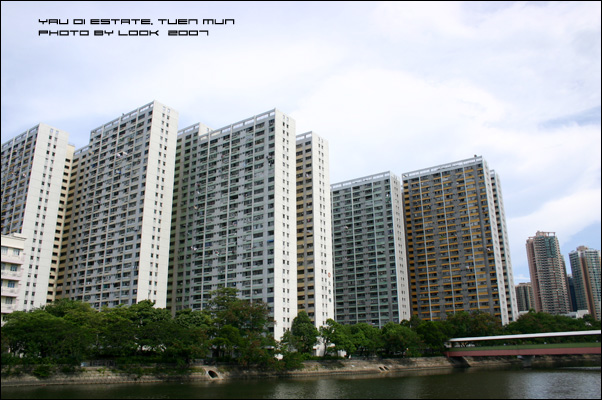
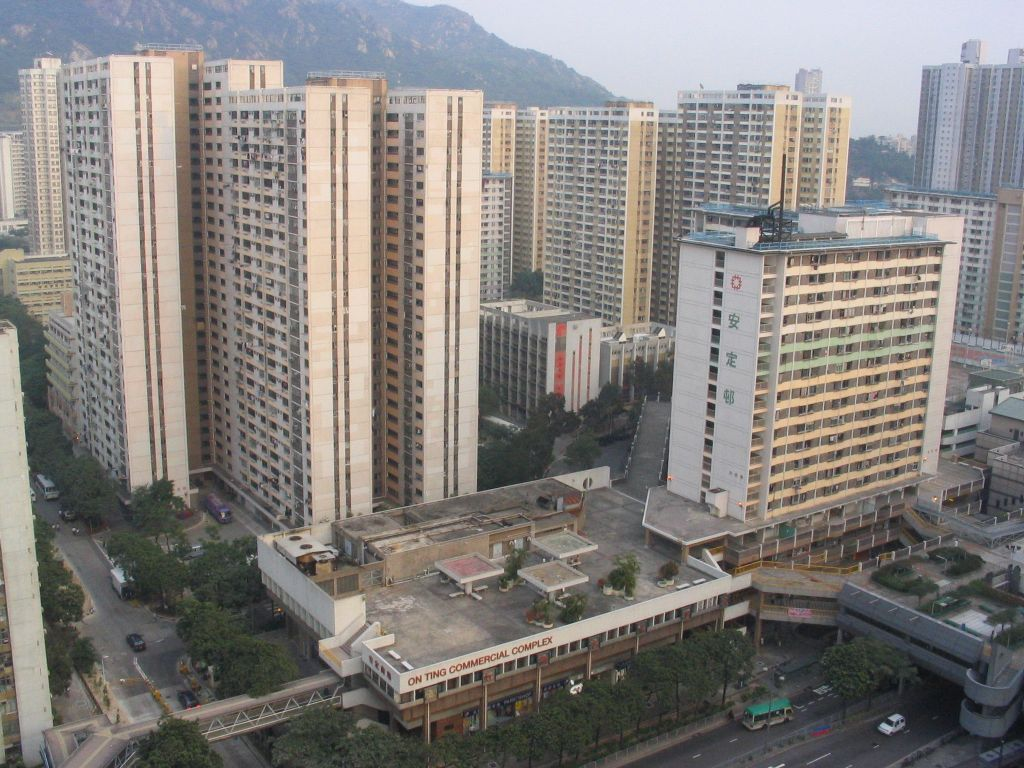
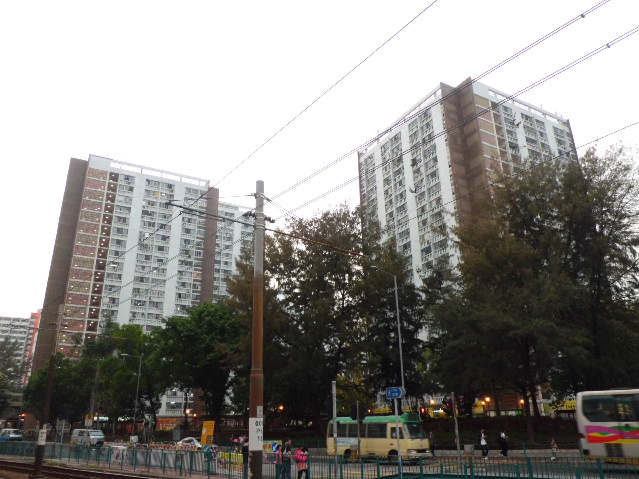
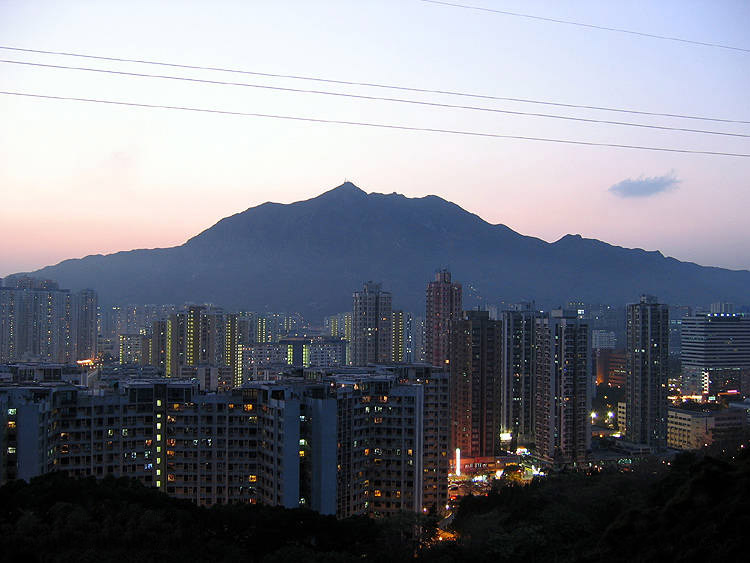
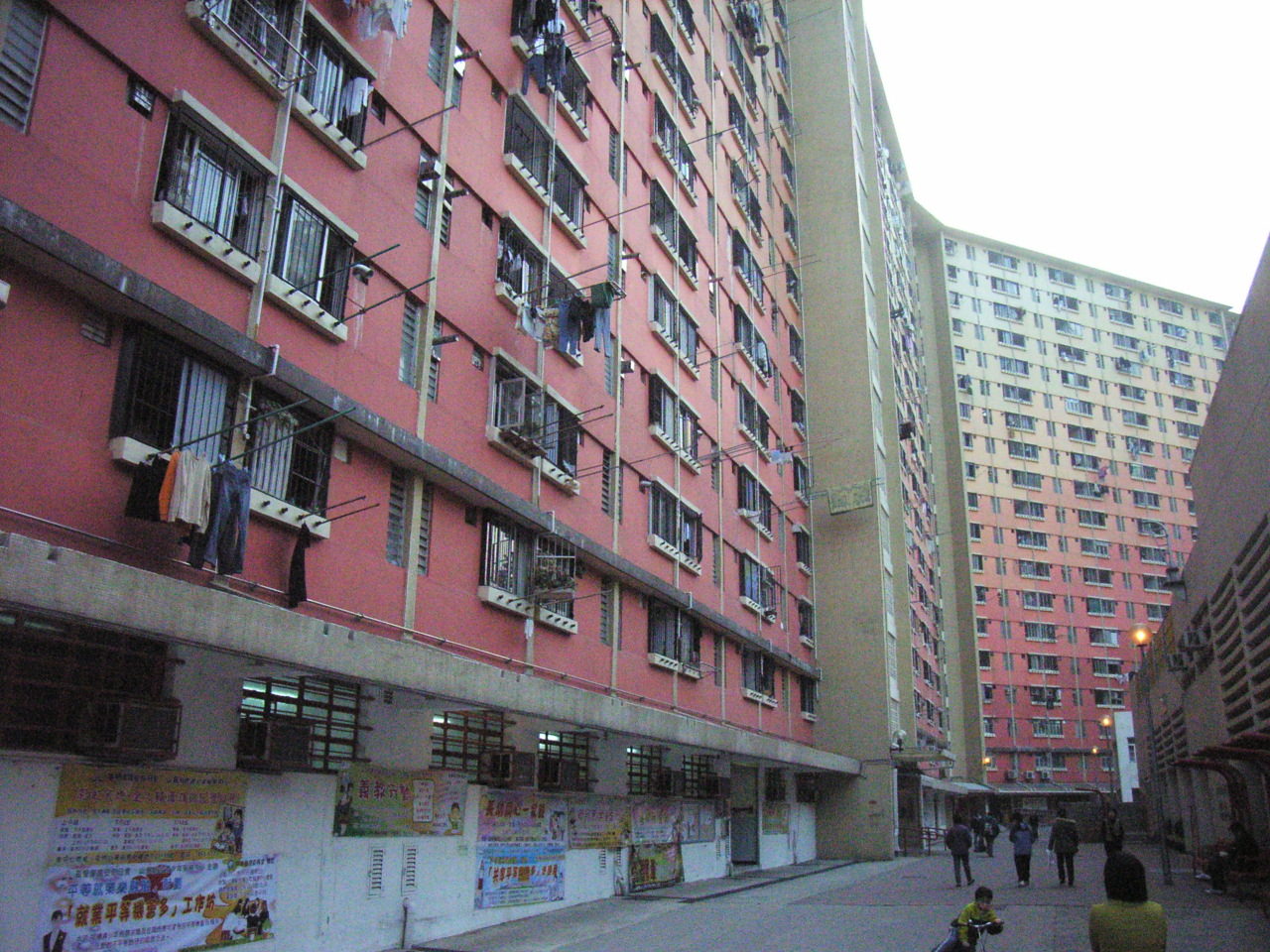
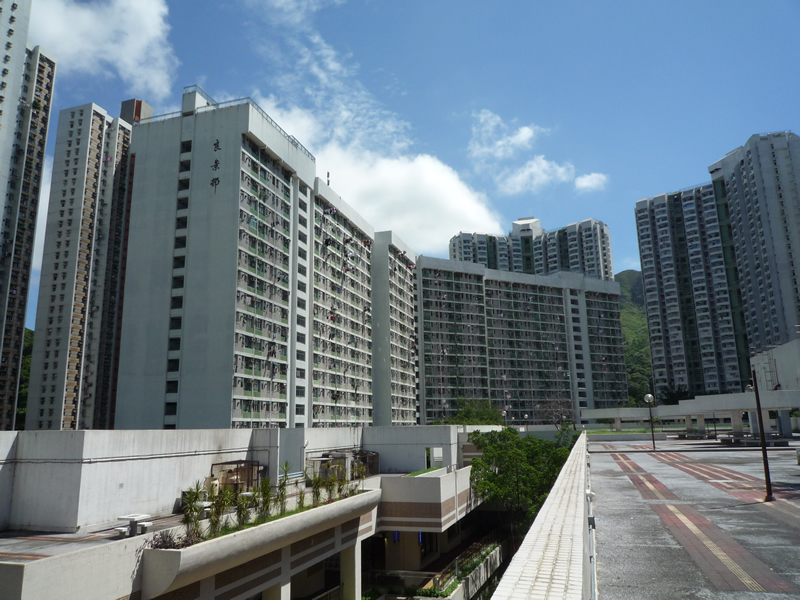
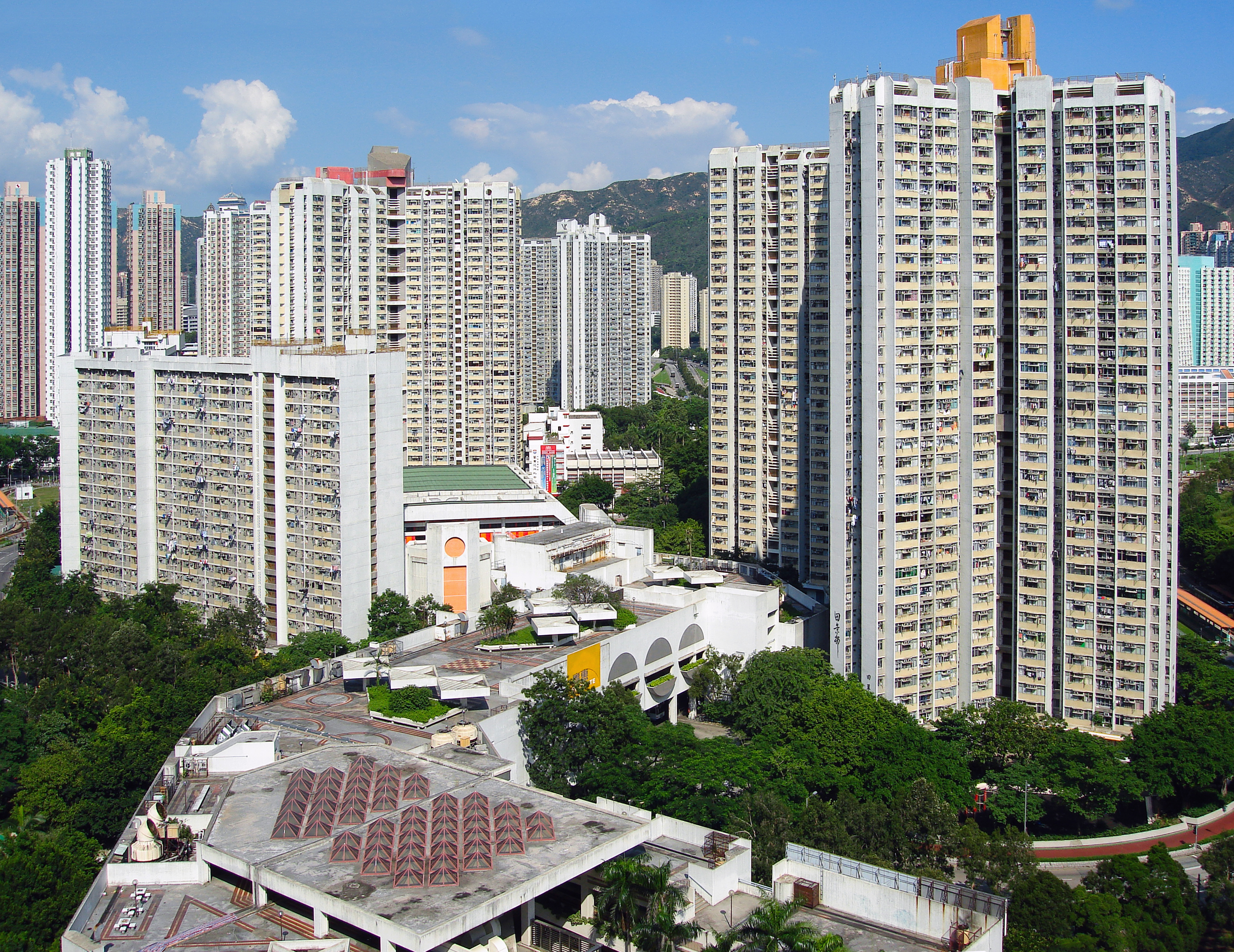
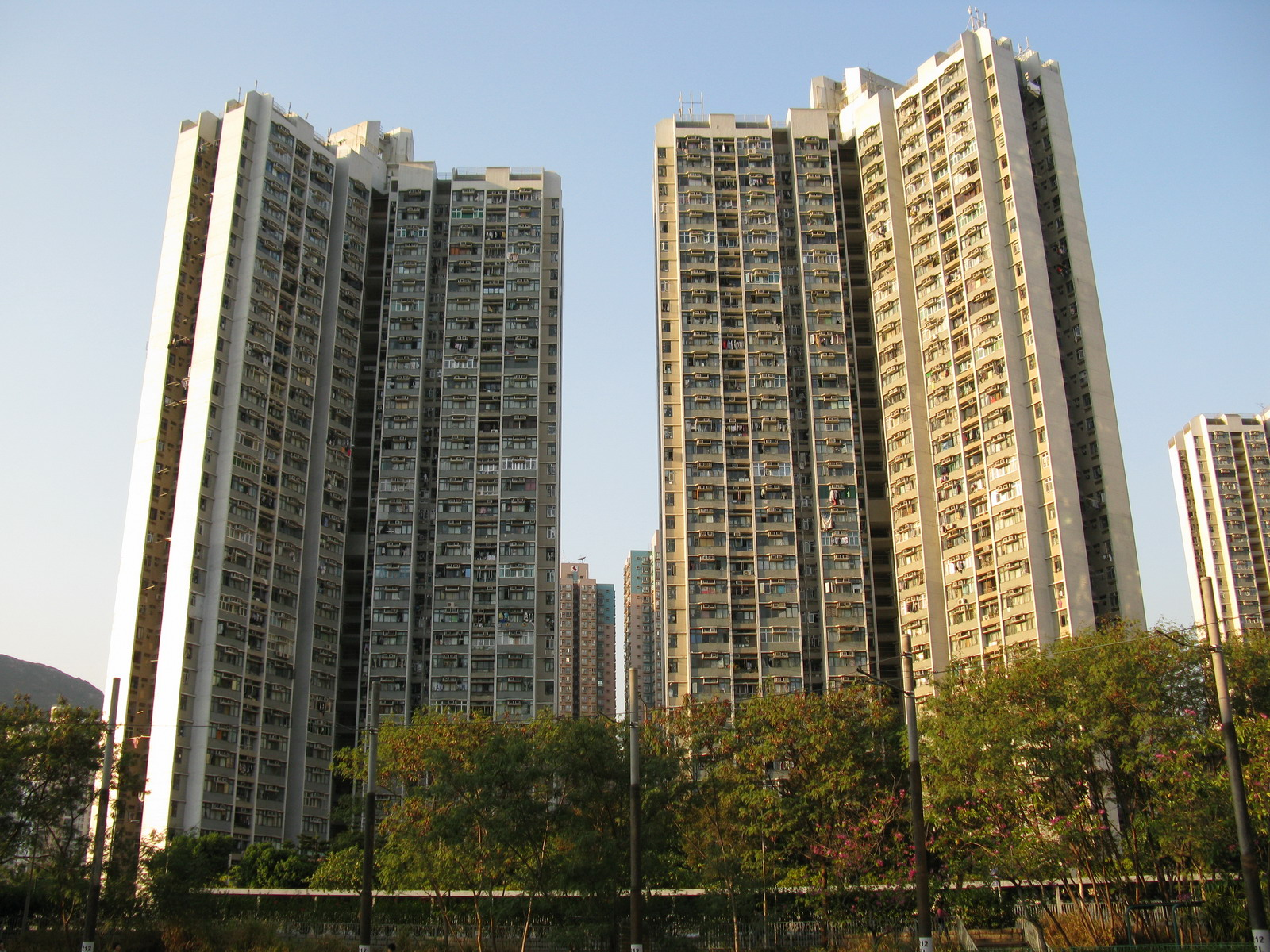
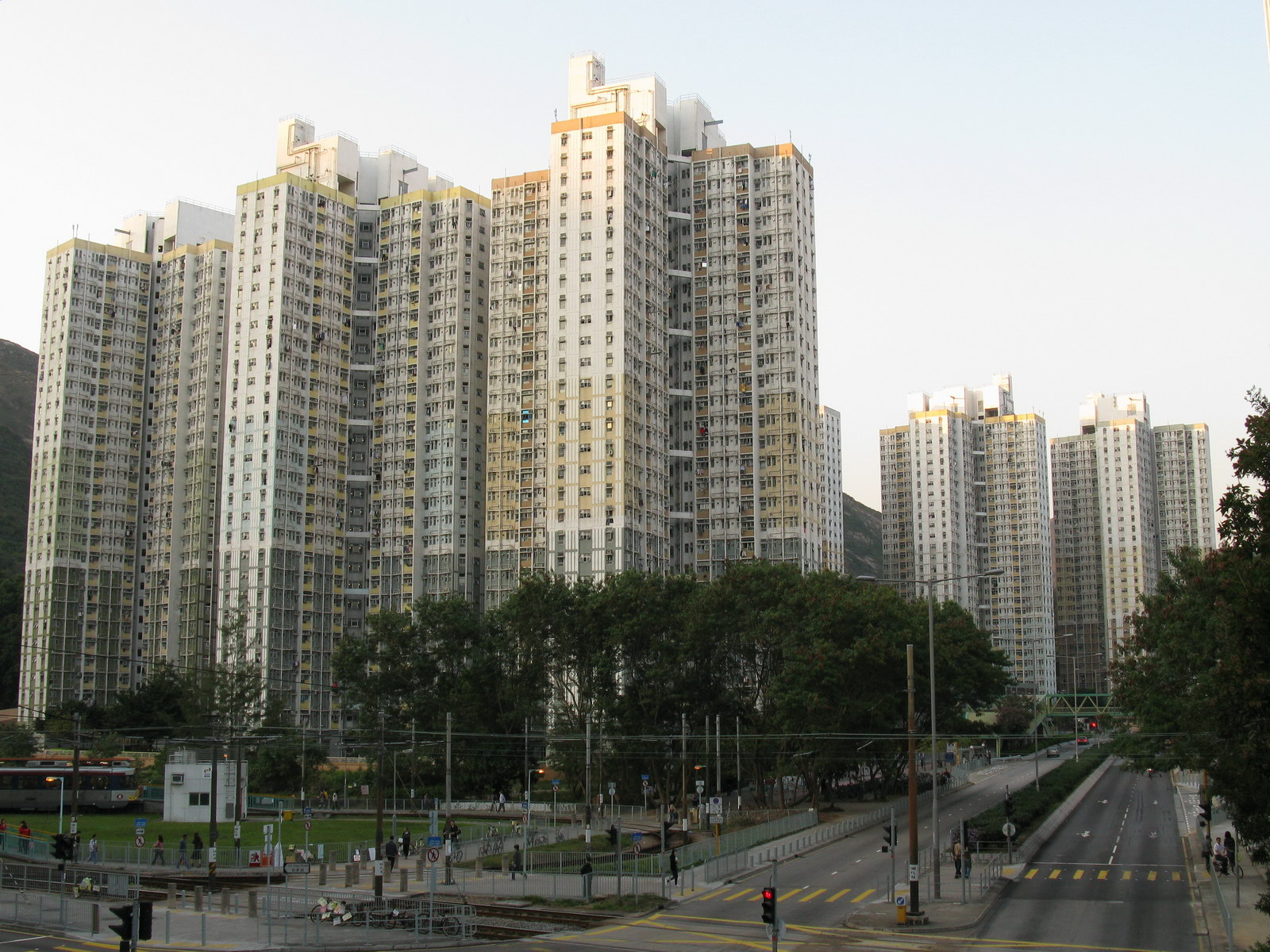
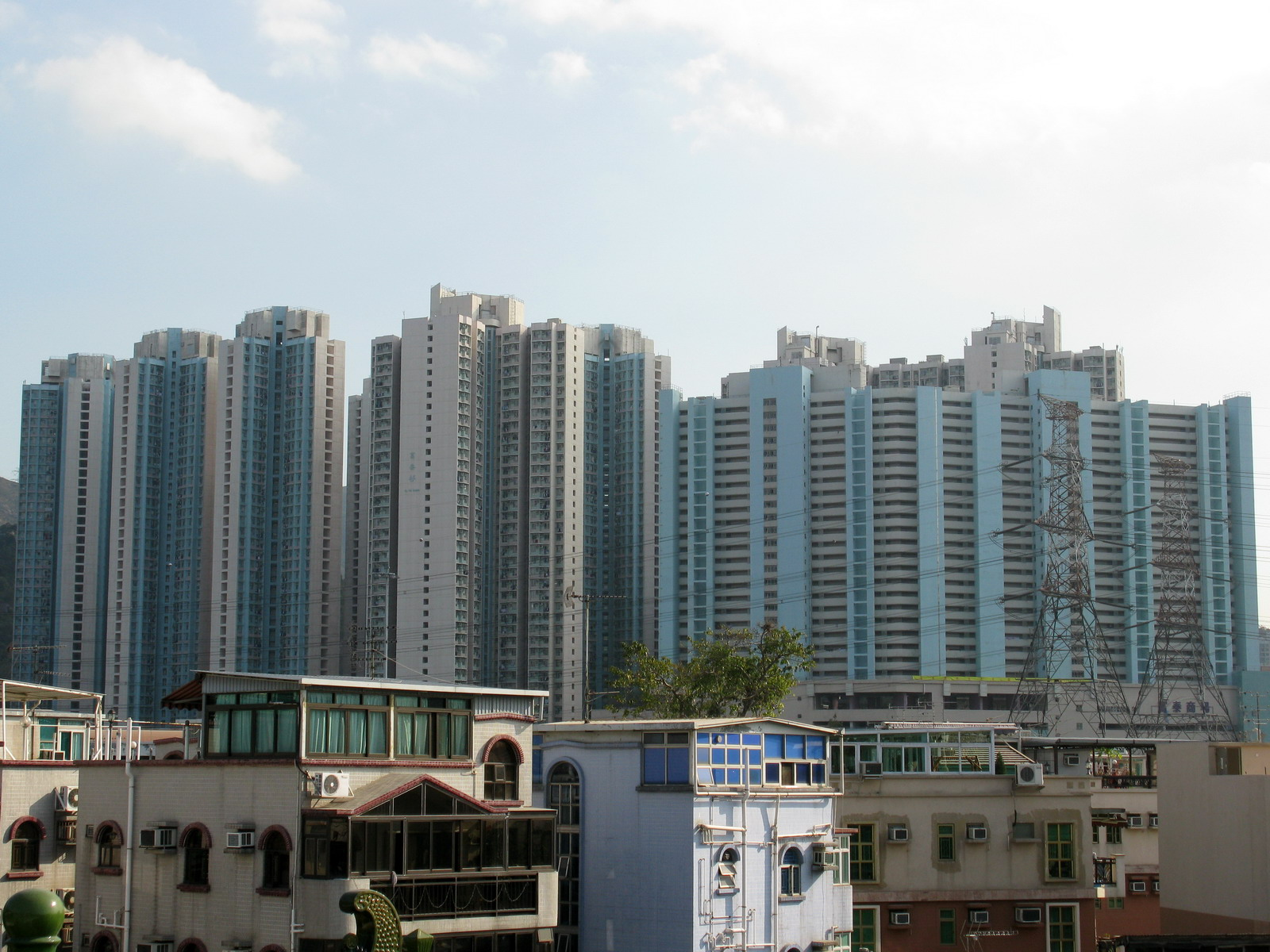